# Oslo-Konvention
Die Oslo-Konvention (OSCOM) ist ein am 15. Februar 1972 verabschiedetes Übereinkommen zur Verhütung der Meeresverschmutzung durch das Einbringen durch Schiffe und Luftfahrzeuge. Es wurde durch 13 Atlantik-Anliegerstaaten (Belgien, Bundesrepublik Deutschland, Dänemark, Finnland, Frankreich, Großbritannien, Irland, Island, Norwegen, Niederlande, Portugal, Schweden, Spanien) unterzeichnet.
OSCOM und PARCOM  wurden durch das am 22. September 1992 verabschiedete Übereinkommen zum Schutz der Meeresumwelt des Nordost-Atlantiks (OSPAR) abgelöst.